# Liberté de religion en Arabie saoudite
La religion d'État en Arabie saoudite est l'islam sunnite, tous les citoyens sont censés être musulmans. 85 à 90 % de la population serait sunnite et le reste principalement chiite, avec une minorité de chrétiens (travailleurs philippins entre autres). 

## Organisation de l’islam
En Arabie saoudite, le ministère des Affaires religieuses supervise et finance tant la construction que l'entretien de la quasi-totalité des mosquées dans le pays, bien que plus de 30 % d'entre elles soient construites et dotées par des personnes privées. Le Ministère paie également les salaires des imams et autres personnes qui y travaillent.
Une entité gouvernementale, le Comité pour la promotion de la vertu et la prévention du vice, veille à l'application des préceptes de l'islam et de la charia dans tous les domaines de la société. Son président a le statut de ministre.
Le comité dispose d'une force de 3 500 agents (plus quelques milliers de volontaires) constituant une « police religieuse », la muttawa qui, lors de ses interventions, est régulièrement appuyée par d'autres forces de police. 
Celle-ci a le pouvoir :
- d'arrêter sans préavis toute personne se livrant à un comportement homosexuel ou à la prostitution ;
- de faire appliquer des codes vestimentaires islamiques ;
- de veiller à l'application des heures de fermetures de magasins durant les temps de prière ;
- de faire appliquer les prescriptions alimentaires (notamment d'interdire la consommation ou la vente de boissons alcoolisées ou de la viande de porc) ;
- de saisir les produits de consommation et les médias interdits car considérés comme anti-islamiques (tels que les CD / DVD de divers groupes de musique occidentale, des émissions de télévision et des films, ou les sapins de Noël).

En vertu des dispositions de la charia, telle qu'elle est pratiquée dans le pays, les juges ne sont pas tenus d'enregistrer le témoignage de personnes qui ne sont pas musulmans pratiquants, ou qui ne respectent pas l'interprétation officielle de l'islam.

Ainsi, les sources juridiques que sont les témoignages rendus par des musulmans chiites sont réputés avoir moins de poids que le témoignage de musulmans sunnites devant les tribunaux, quand ceux-là ne sont pas tout simplement ignorés. 
Par exemple, en mai 2001, un juge dans la province orientale, a jugé que le témoignage de deux témoins d'un accident d'automobile de confession chiite était irrecevable.

Bien que les lois et règlements prévoient que les accusés doivent être traités de manière égale, la détermination de la peine dans le cadre du système juridique n'est donc pas uniforme, mais se fait en vertu de la charia, telle qu'elle est interprétée et appliquée dans le pays. 
Ainsi, lorsque des crimes sont commis contre des musulmans, les peines encourues sont plus sévères que lorsque des non-musulmans sont victimes.
L'enseignement religieux conforme à la version officielle de l'islam est obligatoire dans les écoles publiques à tous les niveaux. 
Seuls les étudiants non-musulmans des écoles privées autorisées ne sont pas tenus de suivre cet enseignement religieux. 
Les écoles religieuses privées sont autorisées si elles adhèrent à l'interprétation officielle de l'islam.

## Pratiques des religions autres que la religion d'État
Selon le rapport annuel 2008 réalisé par les États-Unis sur la liberté de religion dans le monde la liberté religieuse en Arabie saoudite est, en pratique, très restreinte, bien que le gouvernement ait confirmé qu'il garantissait et protégeait le droit des individus de pratiquer leur religion en privé, y compris des non-musulmans qui se rencontrent chez des particuliers.

Cependant, les organisations non-musulmanes ont fait valoir qu'il n'y avait pas de lignes directrices explicites permettant la distinction entre : la sphère publique et privée, le culte, comme le nombre de personnes autorisées à y assister et les types de lieux où ils sont tolérés. 
Ce manque de clarté, ainsi que les cas d'exécution arbitraire par les autorités, oblige la plupart des non-musulmans à pratiquer leur culte de façon quasi clandestine.
Et les quartiers résidentiels fermés (de type compound) sont des lieux non pas privés, mais partagés.
Le gouvernement  saoudien ne permet pas aux membres du clergé non-musulman d'entrer dans le pays, afin d'y mener leur ministère, même si certains viennent en bénéficiant d'une « couverture », ceux-ci sont contraints d'exercer leurs fonctions religieuses en secret. 
Ces restrictions font qu'il est très difficile pour la plupart des non-musulmans de maintenir le contact avec les membres du clergé et d'assister aux services. 
Les catholiques et les orthodoxes, qui ont besoin d'un prêtre de façon régulière afin de recevoir les sacrements requis par leur foi, sont particulièrement touchés par ces restrictions.

En Arabie saoudite, le prosélytisme par des non-musulmans, y compris la distribution d'objet en rapport avec autres religions, comme des bibles, est illégal (les fonctionnaires des douanes sont habilités à ouvrir régulièrement la correspondance, y compris celles des non-musulmans, pour la recherche de produit de contrebande lié à la pratique religieuse), tout comme le fait pour les musulmans ou non-musulmans de porter des symboles religieux d'aucune sorte en public.

Sous les auspices du ministère des Affaires islamiques, l'État saoudien incite les étrangers vivant dans le pays à se convertir à l'islam par le biais de 50 centres employant environ 500 personnes.

Le gouvernement exige également que les résidents étrangers soient en possession d'un titre de séjour (iqama), sur lequel des informations sur l'appartenance ou non à la religion musulmane sont inscrites.
Les membres de la minorité musulmane chiite sont officiellement sanctionnés par une discrimination dans les emplois publics, en particulier en ce qui concerne les postes qui ont trait à la sécurité nationale, comme dans l'armée ou au sein du ministère de l'Intérieur. 
Le gouvernement restreint également l'emploi des chiites dans le secteur du pétrole et la pétrochimie, ainsi que dans l'enseignement supérieur par le biais de restrictions non officielles sur le nombre de chiites admis dans les universités.

Les autorités tolèrent la célébration de la fête de l'Achoura dans la province orientale, et notamment dans la ville de Qatif, à condition que les célébrants ne soient pas groupés, qu'ils ne se livrent pas à des marches publiques ou à l’autoflagellation (une pratique traditionnelle chiite). 
Les Chiites seraient de 10 à 15% de la population selon les autorités, mais ils s'estiment eux-mêmes représenter entre 25 et 30 % de la population, surtout dans l'Asir, la province de Najran (sud et sud-est), et Dhahran (nord-est).  
Selon l'Index mondial de persécution, l'Arabie Saoudite est le 2e pays au monde (après la Corée du Nord) où les chrétiens sont les plus persécutés.

## Estimations
Dans les années 2000-2010, les travailleurs immigrés, sous contrat, représentaient 8 000 000 de personnes (soit un tiers le la population totale du pays), majoritairement musulmans, mais également environ 1 500 000 hindouistes.
Parmi les chrétiens :
- les catholiques seraient 800 000, principalement originaires des Philippines,
- les protestants seraient 100 000,
- les orthodoxes seraient 100 000, principalement originaires d'Égypte, de Syrie, d'Érythrée, de Palestine et du Liban.

Les hindouistes (en) seraient 440 000 en 2020.

## Accès aux villes saintes

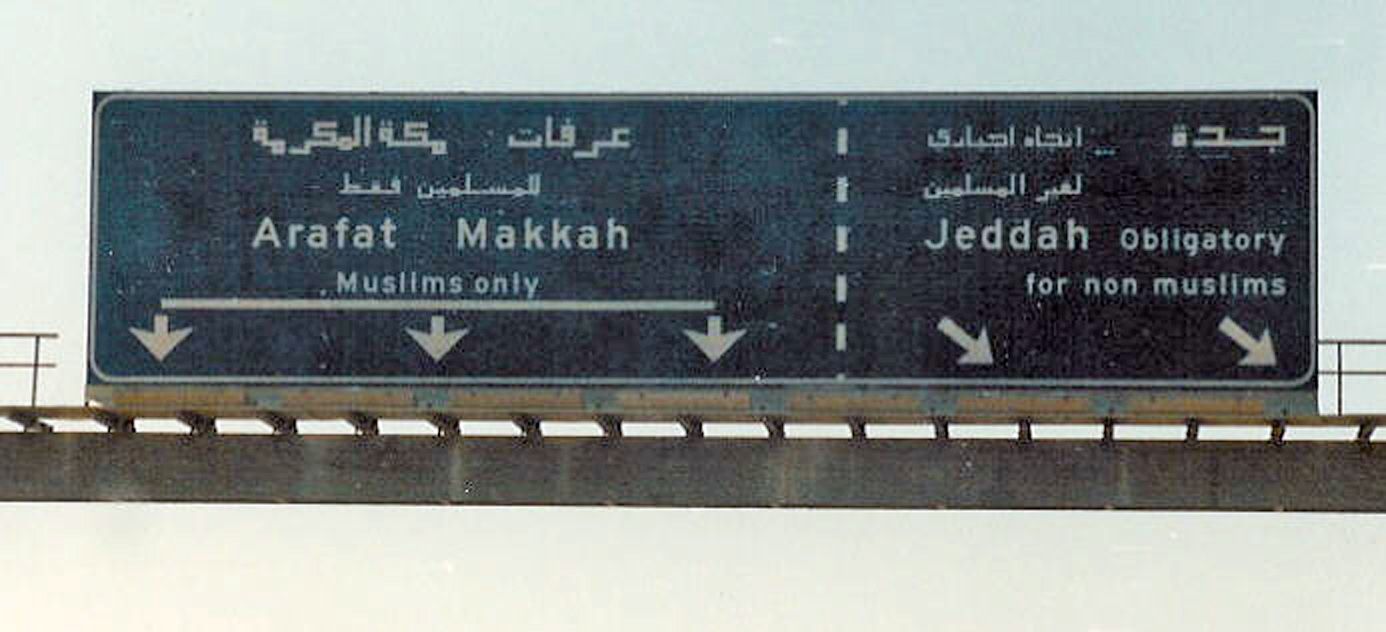
Ségrégation religieuse : il est interdit aux non-musulmans d'aller à la Mecque ou à Médine

Les villes de La Mecque et Médine sont des « territoires sacrés » (al-balad al-harām) totalement interdits aux non-musulmans. 
Enfreindre cette interdiction peut faire encourir l'emprisonnement, voire la peine de mort.
Pour assurer cette interdiction des lieux sacrés, des postes de contrôle sur les routes surveillent l'accès à ces deux villes. 
De plus, les autorités saoudiennes exigent désormais la présentation d'un « certificat de conversion à l'islam » pour toutes personnes converties qui souhaitent pénétrer dans le « périmètre sacré ». 
Ce document est normalement délivré dans n'importe quelle mosquée, après entretien et contrôle des connaissances, mais il n'est pas nécessaire lorsqu'on possède un nom et un prénom musulmans.

## Restrictions alimentaires
Sont officiellement prohibées, sur tout le territoire (îles comprises), l'importation, la vente et la consommation de viande de porc (et autres animaux interdits) et tout produit qui en serait dérivé, ainsi que de toute nourriture non-halal (par ingrédient ou mode de préparation) et de toute boisson alcoolisée.
L'observation du jeûne du Ramadan est étroitement surveillée par les autorités. 
Il est interdit de manger en public pendant cette période, y compris pour les non-musulmans. 
Le repas est plutôt pris en famille entre la rupture du jeûne (tard le soir, après le coucher du soleil, globalement) et la reprise du jeûne (tôt le matin, avant le lever du jour et l'appel à la première prière)

## Prières quotidiennes
Les commerces et les administrations doivent fermer pour l'heure des prières (et notamment pour la prière du vendredi).
Généralement, au moins depuis 2010, tout lieu public de vente ou consommation alimentaire est fermé durant les heures de prière, dès l'appel à la prière : cafés, restaurants, magasins alimentaires, supermarchés.

## Tenue vestimentaire modeste
Pour les femmes, la musulmane porte obligatoirement en public l'abaya, avec le niqab qui reste facultatif. 
En dehors des compounds (quartiers résidentiels sécurisés), la non-musulmane doit également porter l'abaya et au minimum se couvrir les cheveux avec un foulard (mais n'est pas soumise au port du niqab). 
Pour les hommes, la tenue est également modeste, respectueuse, souvent traditionnelle, en public, hors compound, même en voiture. 
Le port du short n'allant pas jusqu'au genou ou d'habits ne couvrant pas le bas-ventre et nombril sont interdits.
Le port de chemise à manches courtes au travail (de bureau) peut s'interpréter de manière défavorable. Toute partie du corps masculin, à part le visage, les mains et les pieds, reste autant que possible couvert en public.
La tenue vestimentaire modeste est également recommandée pour toute pratique physique ou sportive, publique, de plein air ou en salle.

## Jeux d'argent
Les jeux d'argent et de hasard, ainsi que les intérêts bancaires sont interdits.

## Cas de condamnations
En 1992, le poète Sadiq Malallah, musulman chiite, est exécuté par décapitation pour apostasie et blasphème.
En 1996, Hadi Al-Mutif, adolescent chiite, est condamné à mort pour apostasie. Il demeure seize ans dans le couloir de la mort avant d'être gracié en 2012,.
En 2008, Fatima al-Mutairi, apostate de l'islam et convertie au christianisme orthodoxe est torturée et battue à mort par son frère membre de la police religieuse saoudienne. Elle est considérée comme la première martyre chrétienne du Royaume et est devenue sainte dans l'Eglise orthodoxe.
En 2012, le journaliste Hamza Kashgari est arrêté et emprisonné pour blasphème. Le blogueur Raif Badawi est arrêté, accusé de ridiculiser la Commission saoudienne pour la promotion de la vertu et la prévention du vice, et condamné à 10 ans de prison et à 20 séances de flagellation.
En 2019, le jeune militant Murtaja Qureiris, accusé d'avoir participé à des manifestations de la minorité chiite alors qu'il avait 10 et 13 ans, est condamné à mort.